# Kuta Mbaru
Kuta Mbaru is een bestuurslaag in het regentschap Karo van de provincie Noord-Sumatra, Indonesië. Kuta Mbaru telt 634 inwoners (volkstelling 2010).